# Häradshövdingefodring
Häradshövdingefodring, häradshövdingehästar, var i Sverige en skyldighet som ålåg häradet att förse häradshövdingen vid hans tingsresor med hästfoder till hästarna.